# San Nazzaro (Tesino)
San Nazzaro es una antigua comuna suiza del cantón del Tesino, situada en el distrito de Locarno, círculo de Gambarogno.

## Fusión
A partir del 25 de abril de 2010 la comuna de San Nazzaro es una de las nueve "fracciones" de la comuna de Gambarogno, junto con las antiguas comunas de Caviano, Contone, Gerra (Gambarogno), Indemini, Magadino, Piazzogna, Sant'Abbondio y Vira (Gambarogno).
San Nazzaro fue la única comuna en reprobar la votación consultativa del 27 de noviembre de 2007 en la que se preguntaba a los votantes si estaban de acuerdo con la fusión de las nueve comunas en una sola denominada Gambarogno. En San Nazzaro de un total de 386 votos (73 % de participación), 154 fueron a favor (40%), mientras que 227 fueron desfavorables (60%). Pese a la decisión negativa de San Nazzaro, el parlamento cantonal aprobó la fusión de las nueve comunas. Un recurso fue interpuesto ante el Tribunal Federal, pero fue rechazado, con lo que la fusión pudo ser llevada a cabo.

## Geografía
San Nazzaro se encuentra situado a orillas del lago Mayor, en frente de la ciudad de Locarno. La antigua comuna limitaba al norte con las comunas de Ascona y Locarno, al este con Piazzogna, al sur con Indemini, y al oeste con Gerra (Gambarogno).

## Transportes
Ferrocarril
En la localidad existe una estación ferroviaria en la que efectúan parada trenes de TiLo.